# Лохиновий соус

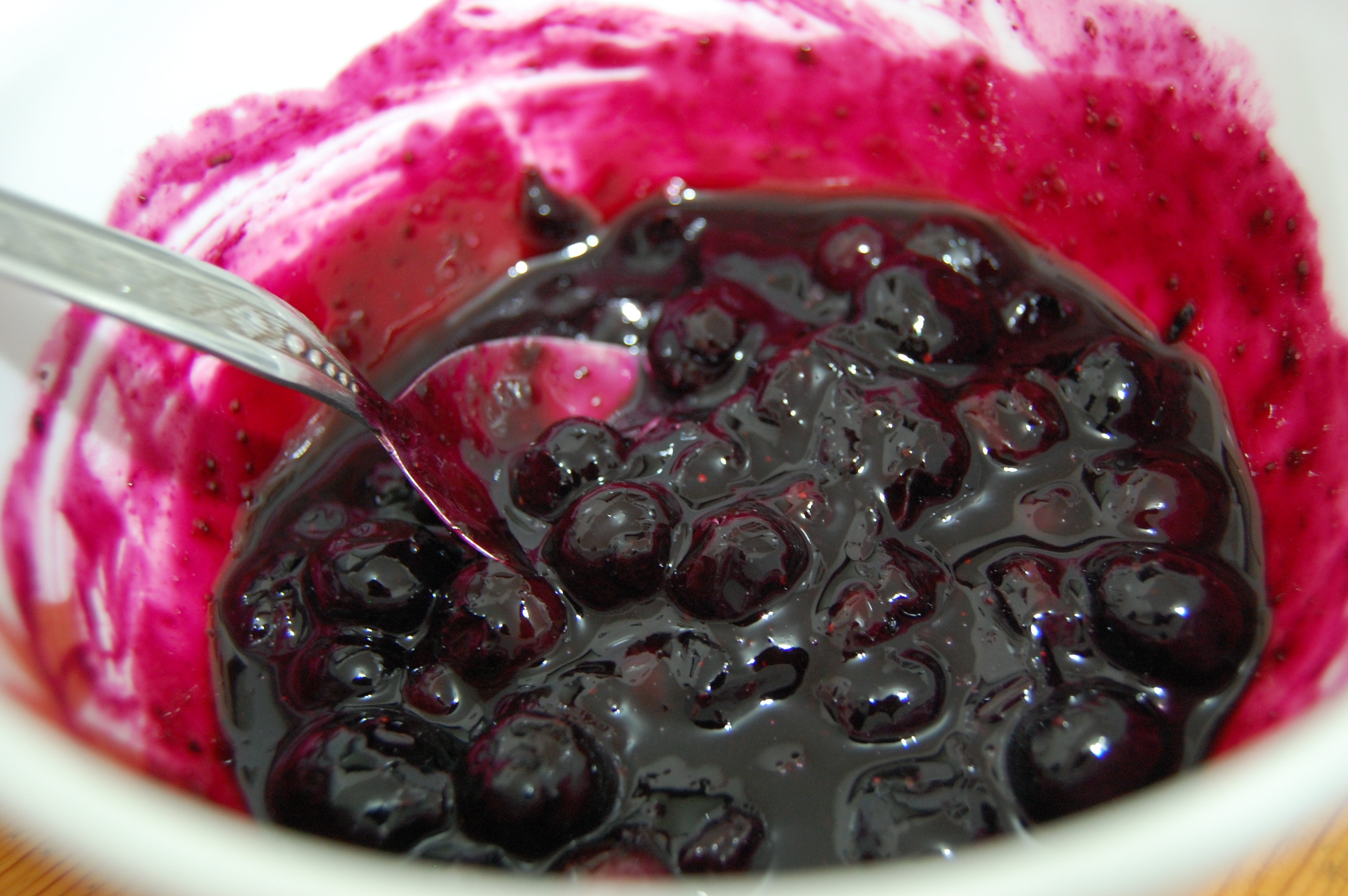
Лохиновий компоте, приготований як начинка для сирників

Лохиновий соус — це соус, приготований з використанням лохини як основного інгредієнта. Зазвичай його готують у вигляді редукції, і його можна використовувати як десертний (солодкий) соус або гострий (пікантний) соус залежно від способу приготування. Соус також можна використовувати для приготування лохинового мартіні.

## Приготування
Використовується свіжа або заморожена лохина, іноді також лісова лохина. Після приготування він може мати гладку або густу текстуру. Проціджування соусу за допомогою сита для видалення частинок створює гладку текстуру. Його можна зберегти, заморозивши для подальшого використання. Існує солодкий і пікантний варіанти соусу.

### Гострий

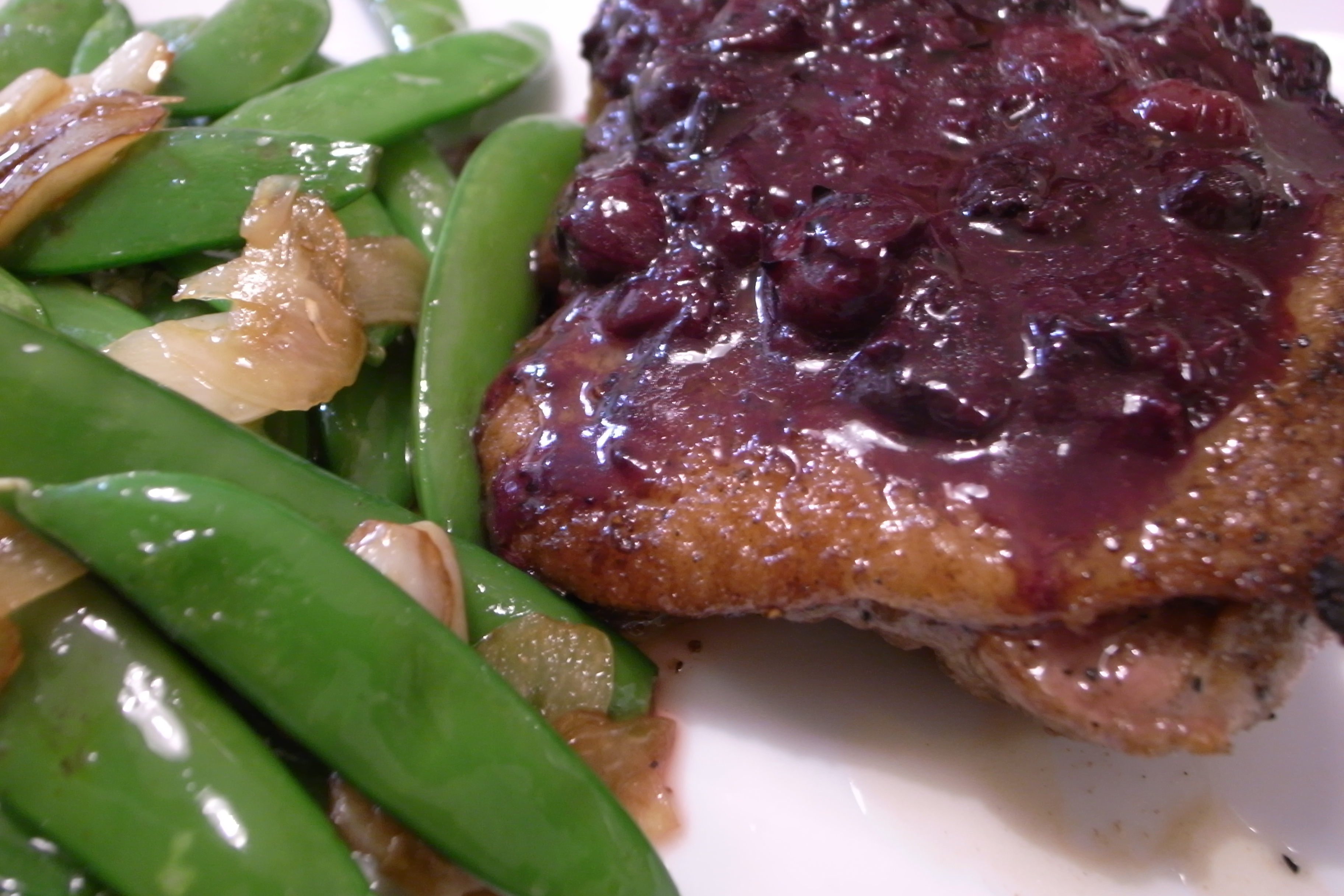
Смажена качка з пікантним лохиновим соусом

Пікантні лохинові соуси можна готувати без підсолоджувача або з невеликою кількістю підсолоджувача, а додаткові інгредієнти можуть включати сидровий оцет, курячий бульйон, сік лимону, сіль, перець і кукурудзяний крохмаль. Соус використовується для заправки різноманітних гострих страв, таких як смажена свинина, курка, баранина та качка. Іноді його подають на гарнір не поверх страв. 

### Солодкий
Солодкий лохиновий соус, також відомий під назвою лохинового компоте можна використовувати як десертний соус. Лохина та вода є основою для соусу, але після цього рецепти відрізняються. Зазвичай використовується такий підсолоджувач, як цукор, іноді додають лимонний сік, апельсиновий сік, вершкове масло та кукурудзяний крохмаль. Версію зі спеціями можна приготувати з використанням гвоздики, кориці та кардамону. Солодкий лохиновий соус можна використовувати в десертах, таких як чизкейк, торт і морозиво, а також ранкові страви, такі як млинці, вафлі та французькі тости. Також з нього можна створити лохинового дурника. 

## Інше використання
При приготуванні коктейлю Мартіні з лохиною можна використовувати лохиновий соус. Також з нього можна створити лохинового дурника. 

## Галерея

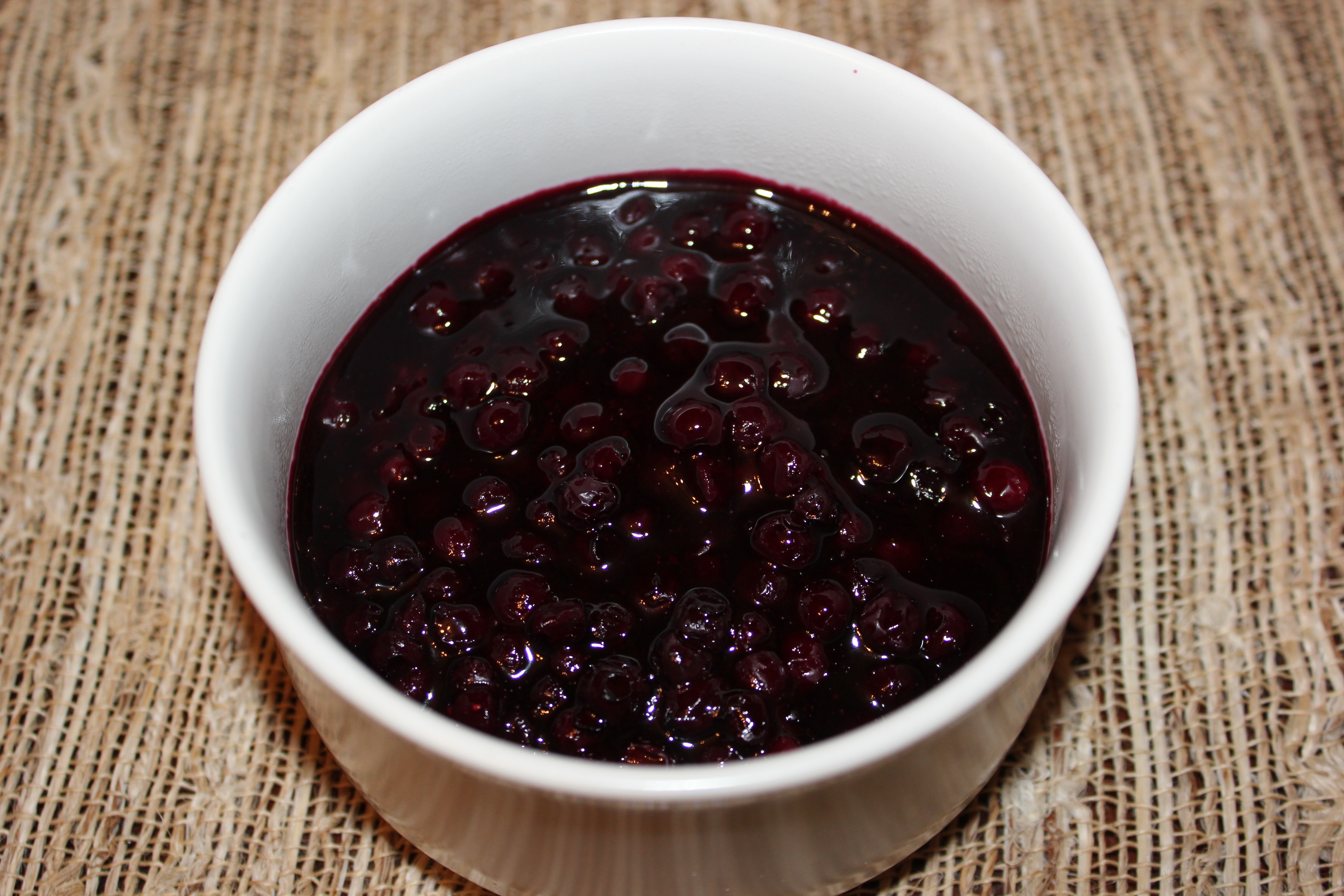
Соус з дикої лохини, приготований з цілих ягід лохини
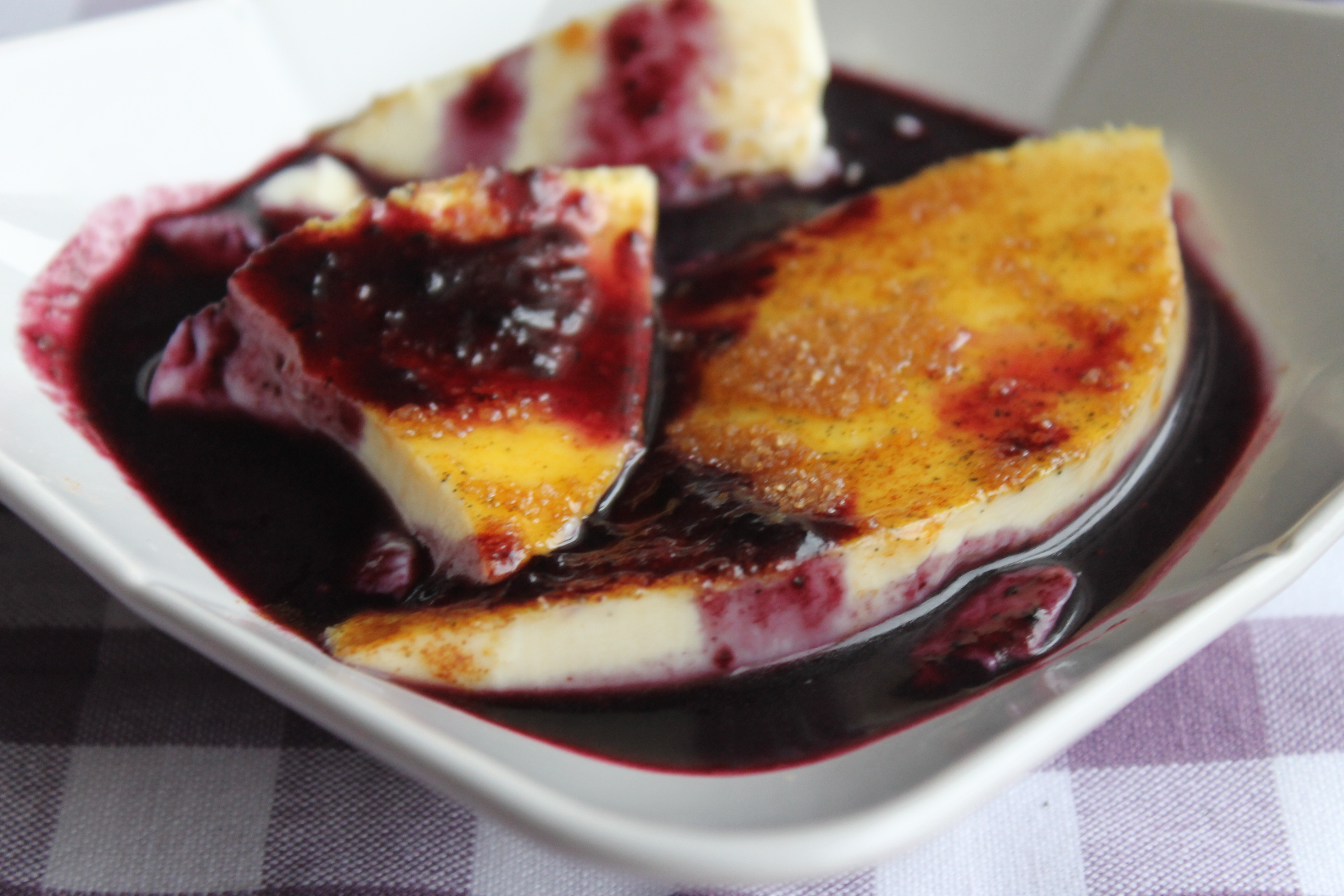
Молозивний пудинг, ісландський десерт із коричним цукром і лохиновим соусом
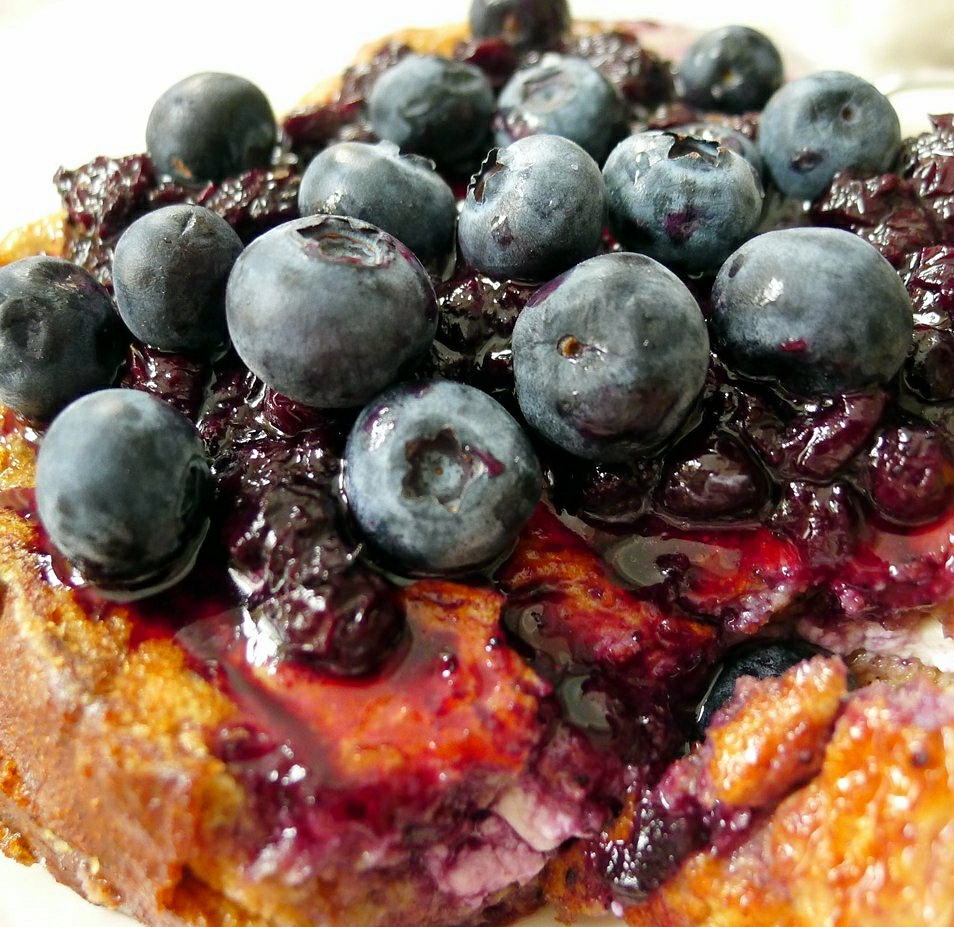
Французькі тости з начинкою з лохини, заправлені соусом з дикої лохини штату Мен і цілими ягодами лохини
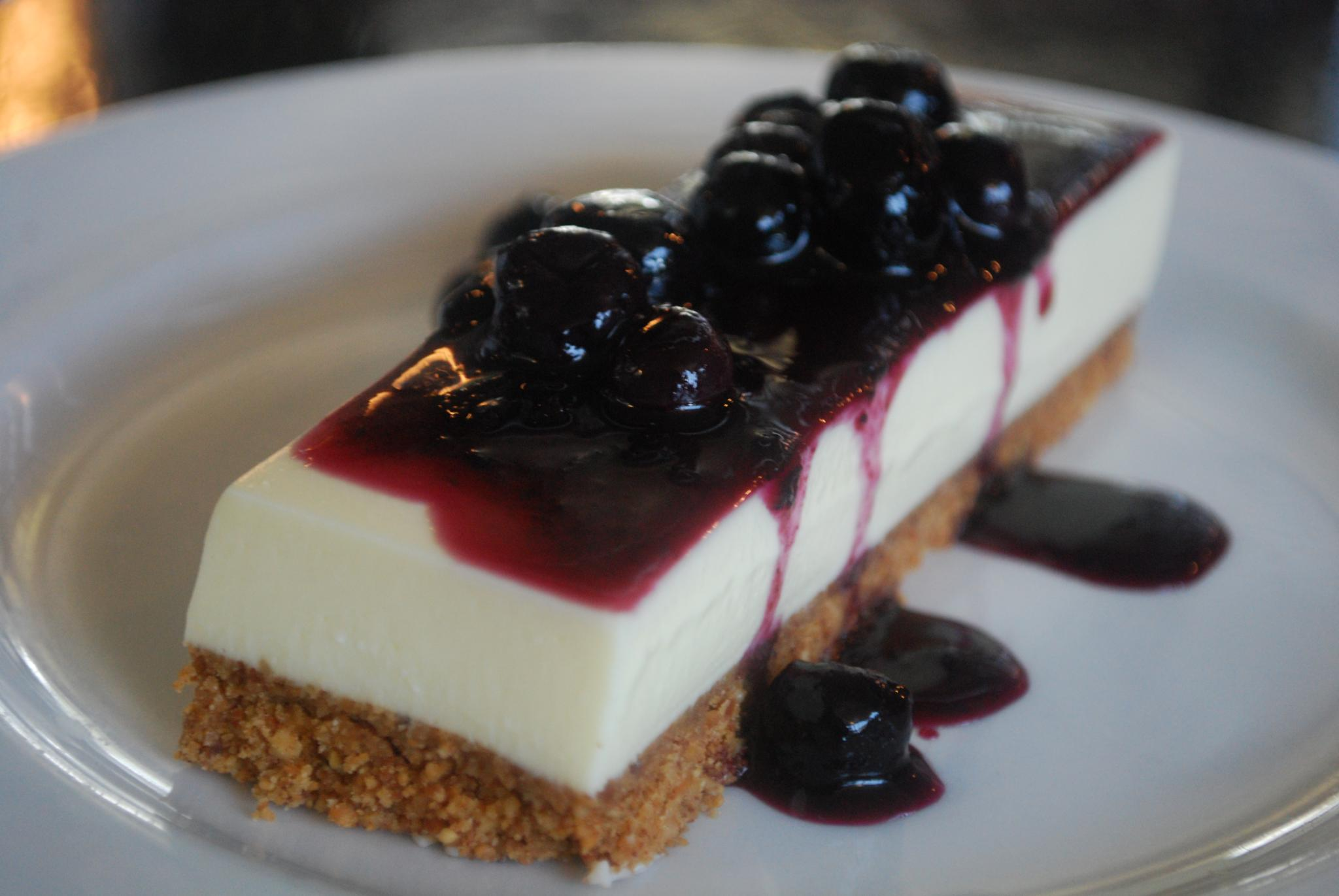
Чизкейк, заправлений лохиновим соусом
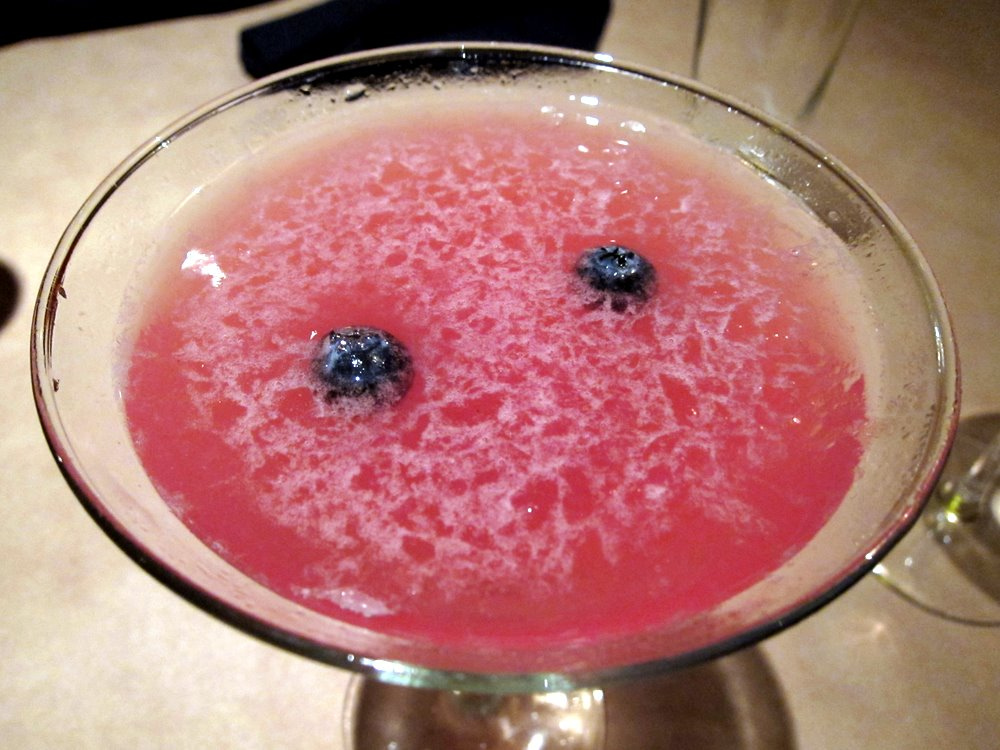
Лохиновий мартіні